# Bezděkov (Pardubice)
Bezděkov é uma comuna checa localizada na região de Pardubice, distrito de Pardubice.